# Roquemaure (Gard)
Roquemaure település Franciaországban, Gard megyében. Lakosainak száma 5528 fő (2022. január 1.). Roquemaure Montfaucon, Orange, Sauveterre, Tavel, Lirac, Saint-Geniès-de-Comolas, Saint-Laurent-des-Arbres, Pujaut, Châteauneuf-du-Pape és Sorgues községekkel határos.

## Népesség
A település népessége az elmúlt években az alábbi módon változott:
| Lakosok száma | 3411 | 4053 | 4647 | 5163 | 5458 | 5464 | 5481 | 5545 | 5531 | 5528 |
|               | 1968 | 1982 | 1990 | 2006 | 2013 | 2015 | 2017 | 2019 | 2020 | 2022 |